# 法宣寺
法宣寺（ほうせんじ）は広島県福山市鞆町後地にある日蓮宗の仏教寺院。山号は大覚山。
国の天然記念物に指定されていた「天蓋松」があった寺として知られる。旧本山は、京都妙顕寺。
創建は南北朝時代の1358年。開基は大覚僧正とされる。
江戸時代は朝鮮通信使の宿泊所として利用された。江戸時代後期には加藤清正を祀る清正公堂が建立され、清正信仰の場であった。

## 天蓋松
開基である大覚僧正の手植えと伝わる推定樹齢630年の黒松で、国の天然記念物に指定されていたが、1991年に枯死した。幹の周囲は3.3m、枝張は30mに及んだ。

## 仏像
- 七面大明神像 - 江戸時代後期、木彫、像高53cm
- 清正公大神祗坐像 - 総高14cm
- 清正公大神祗の腹こもり坐像 - 総高40cm

## 利用情報
- 開門時間― 8:00～16:00

## 交通アクセス
- JR山陽本線および山陽新幹線 福山駅から鞆鉄バスで30分、「鞆の浦」下車 徒歩10分

## 周辺情報
- 鞆の浦
- 安国寺
- 沼名前神社
- 福禅寺
- 太田家住宅・鞆七卿落遺跡
- いろは丸展示館
- 鞆の浦歴史民俗資料館